# Gröbzig
Gröbzig wymowaⓘ – dzielnica miasta Südliches Anhalt w Niemczech, w kraju związkowym Saksonia-Anhalt, w powiecie Anhalt-Bitterfeld. Do 31 sierpnia 2010 roku miasto.
Do 1 lipca 2007 Gröbzig należało do powiatu Köthen i wchodziło w skład wspólnoty administracyjnej Südliches Anhalt.

## Geografia
Dzielnica położona jest na południowy zachód od miasta Köthen (Anhalt).
W skład byłego miasta wchodziły dwie dzielnice:
- Werdershausen
- Wörbzig